# 奇光浩
奇 光浩（奇 光豪、キ･クァンホ、朝鮮語: 기광호、1957年 - ）は、朝鮮民主主義人民共和国の政治家。朝鮮労働党中央委員会委員候補、財政相、朝鮮氷上フィギュア協会委員長、財政省対外金融局長などを歴任。

## 経歴
1957年に生まれた。出生地は不明。2007年にアメリカ・ニューヨークでヘンリー・キッシンジャー元国務長官などとセミナーに参加し、北朝鮮がアメリカとの外国関係の正常化を望むと伝えたという。2011年に財政副相に就任した。2015年2月に財政相・朝鮮氷上フィギュア協会委員長に就任した。2016年5月6日に開催された朝鮮労働党第7次大会で朝鮮労働党中央委員会委員候補に選出された。2019年4月11日に開催された最高人民会議第14期第1回会議で財政相に再任された。
2021年1月5日から開催された朝鮮労働党第8次大会で行われた党中央委員から脱落。1月17日に開催された最高人民会議第14期第4回会議で財政相を解任された。

## 参考サイト
북한정보포털
| 先代崔光鎮 | 財政相2015年 - 2021年 | 次代高正範 |